# Tananarive Due
Tananarive Priscilla Due (AFI:/təˈnænəriːv ˈdjuː/) (nascida em 5 de janeiro de 1966) é um autor e educador americano. Due ganhou o American Book Award por seu romance The Living Blood. Ela também é conhecida como historiadora de cinema com experiência em terror negro. Due ministra um curso na UCLA chamado "The Sunken Place: Racism, Survival and the Black Horror Aesthetic", que se concentra no filme de Jordan Peele Get Out.

## Infância e educação
Due nasceu em Tallahassee, Flórida, a mais velha de três filhas da ativista de direitos civis Patricia Stephens Due e do advogado de direitos civis John D. Due Jr. Sua mãe a batizou com o nome francês de Antananarivo, capital de Madagascar.
Due é bacharel em jornalismo pela Medill School of Journalism da Northwestern University e mestre em literatura inglesa, com ênfase em literatura nigeriana, pela University of Leeds. Na Northwestern, ela morava no Communications Residential College.

## Carreira
Due trabalhava como jornalista e colunista para o Miami Herald quando escreveu seu primeiro romance, The Between, em 1995. Isso, como muitos de seus livros subsequentes, fazia parte do gênero sobrenatural. Due também escreveu The Black Rose, um romance histórico sobre Madame CJ Walker (baseado em parte na pesquisa conduzida por Alex Haley antes de sua morte) e Freedom in the Family, um trabalho de não ficção sobre a luta pelos direitos civis. Ela contribuiu para o romance de humor Naked Came the Manatee, uma paródia de mistério / suspense para a qual vários autores da área de Miami contribuíram com capítulos. Due também escreveu a série de romances African Immortals e os romances de Tennyson Hardwick.
Due é um membro do corpo docente afiliado no programa MFA de escrita criativa na Antioch University Los Angeles e também é uma cátedra Cosby de humanidades no Spelman College em Atlanta.
Ela desenvolveu um curso na UCLA chamado "The Sunken Place: Racism, Survival And The Black Horror Aesthetic", após o lançamento do filme de 2017 Get Out. O primeiro curso se tornou viral e incluiu a visita de Peele.
Due foi destaque no documentário de 2019 Horror Noire: A History of Black Horror, produzido por Shudder.

## Vida pessoal
Due é casada com o autor Steven Barnes, que ela conheceu em 1997 em um painel da Clark Atlanta University sobre "A imaginação fantástica afro-americana: explorações em ficção científica, fantasia e horror". O casal mora na área de Los Angeles, Califórnia, com seu filho, Jason.

### Romances

#### Ficção especulativa
- O Entre (1995)
- A Boa Casa (2003)
- O Fantasma de Joplin (2005)
- Verão Fantasma: Histórias (2015)

##### SérieAfrican Immortals
- Minha alma para manter (1997)
- O Sangue Vivo (2001)
- Colônia de Sangue (2008)
- Minha alma para levar (2011)

#### Mistérios
- Naked Came the Manatee (1996) (colaborador)

##### Os romances de Tennyson Hardwick
- Casanegra (2007; com Blair Underwood e Steven Barnes )
- In the Night of the Heat (2008; com Blair Underwood e Steven Barnes)
- Da Cidade do Cabo com Amor (2010; com Blair Underwood e Steven Barnes)
- South by Southeast (2012; com Blair Underwood e Steven Barnes)

### Contos
- "Like Daughter", Dark Matter: A Century of Speculative Fiction from the African Diaspora (2000)
- "Dia do Julgamento", Mojo: Conjure Stories (2003)
- "Aftermoon", Dark Matter: Reading the Bones (2004)
- "Senora Suerte", A Revista de Fantasia e Ficção Científica [9] (2006)
- "O Lago" (2011)
- "Enhancement", de quem é o futuro? (2018) [10]
- "A Piscina dos Desejos" (2021) [11]

| Title        | Year | First published                                                | Reprinted/collected | Notes |
| ------------ | ---- | -------------------------------------------------------------- | --- | ----- |
| Patient Zero | 2000 | Due, Tananarive (ago 2000). «Patient Zero». F&SF. 99 (2): 5–21 | Due, Tananarive (2001). «Patient Zero». In: Dozois, Gardner. The Year's Best Science Fiction: Eighteenth Annual Collection. [S.l.]: St. Martin's Griffin |       |

### Outros trabalhos
- The Black Rose, ficção histórica sobre Madame CJ Walker [12] (2000)
- Freedom in the Family: A Mother-Daughter Memoir of the Fight for Civil Rights (2003) (com Patricia Stephens Due)
- Devil's Wake (com Steven Barnes) (2012)
- Cachoeira Dominó (2013)
- Ghost Summer (Coleção) (2015)

## Prêmios e reconhecimento
- Nomeado para um Prêmio Bram Stoker por Realização Superior em um Primeiro Romance por The Between
- Indicado ao prêmio Bram Stoker de Melhor Romance por My Soul to Keep[7]
- Indicado ao NAACP Image Award por The Black Rose
- Recebeu o NAACP Image Award por In the Night of the Heat: A Tennyson Hardwick Novel (com Blair Underwood e Steven Barnes)[13]
- O American Book Award por The Living Blood
- 2008 Carl Brandon Kindred Award pela novela "Ghost Summer", que apareceu na antologia The Ancestors (2008)[14]
- Vencedor do British Fantasy Award de 2016 pela coleção de contos Ghost Summer .
- Vencedor do Prêmio Ignyte 2020 de Melhor em Não Ficção Criativa por Black Horror Rising, publicado na Uncanny Magazine (2019)[15]